# Zoungou-Pantrossi
Zoungou-Pantrossi är ett arrondissement i kommunen Gogounou i Benin. Den hade 6 595 invånare år 2002.